# Luis Castelló
Pour les articles homonymes, voir Castello et Pantoja.
Luis Castelló Pantoja (Guadalcanal, province de Séville, 1881 - Madrid, 27 septembre 1962) est un militaire espagnol et général d'infanterie. Ministre de la Guerre pendant les premiers mois de la guerre civile, il tente d'arrêter le chaos révolutionnaire qui suivi le coup d’État de juillet 1936.